# Sebastian Schneider
Sebastian Schneider es un guitarrista, multiinstrumentista, cantante, compositor y productor musical germano argentino.
Ha formado parte de diversas bandas de rock y comenzó su carrera solista en el año 2004.
Se caracteriza por tocar la guitarra utilizando fingerstyle (técnica de dedos) con guitarras eléctricas en el rock y ejecutar escalas y patrones musicales a la vez que canta. Como compositor sus trabajos presentan variedad estilística tanto lírica como musicalmente, siendo esto último encuadrado dentro del género rock y pop.

## Inicios musicales y carrera

### (1982-2004)
Sebastian Schneider (quien tomó el apellido materno) nació en Buenos Aires, Argentina. Vivió sus primeros años en el barrio de Palermo, lugar en el que también comenzó su carrera musical. A la edad de seis, su abuela Florencia le regaló su primera guitarra, una guitarra acústica de nylon. Comenzó sus estudios en el Conservatorio Carlos Guastavino, en donde estudió música clásica, tango y folklore argentino. A los once años pese a la persistencia de sus padres decidió dejarlo junto con toda la actividad musical. Durante ese período ya había participado en numerosas presentaciones como guitarrista en eventos del Conservatorio tanto como particulares. Una de las razones que da Schneider sobre el cese de sus primeras actividades musical marcarían irónicamente el futuro de su carrera: "Quería aprender a tocar la guitarra eléctrica y no me dejaban, me decían que aprenda a tocar bien ésta (la guitarra de cuerdas de nylon) primero. Como me resultaba aburrido, y prefería ir a casa a ver dibujos animados, lo dejé."
En el año 1997 retoma sus estudios de guitarra, esta vez con una Squier Telecaster Standard que le regalaron los padres, en una academia privada de música sponsoreada por la corporación Yamaha, en donde aprende estilos populares como rock, blues, jazz y otros, y comienza a formar parte de diversas bandas, generalmente componiendo canciones para ellas y siendo líder de las mismas, como cantante y segunda guitarra.
Schneider nunca se sintió cómodo con la púa que comúnmente se utiliza al tocar guitarras eléctricas, por lo que prefería relegarse a un segundo plano desde un punto de vista guitarrístico y tocar bases en las canciones. Pero en sus estudios de guitarra comenzó a aparecer la música country, en donde vio numerosos artistas tocando frases musicales complejas y otros utilizando técnicas de fingerpicking como Chet Atkins que más tarde reconocería como una de sus grandes influencias. Conocer la música de Dire Straits y el estilo guitarrístico de Mark Knopfler dio el golpe final.
"Quería tener una posición más activa desde la guitarra, y había descubierto grandes artistas como Mark Knopfler que habían logrado exitosamente ser cantantes y guitarristas líderes tocando sin púa. Ahí me dije: ¡esto es lo que yo necesitaba hacer todo este tiempo!".
Desde ese entonces comenzó a desarrollar su particular técnica, según Schneider "una deformación de la técnica de Mark Knopfler en donde utilizo cuatro dedos de la mano derecha en vez de tres, similar a muchos guitarristas clásicos, pero que me permite tocar a una mayor velocidad y otro tipo de licks y riffs."
En el año 2004 actuando como solista en un evento privado, se reencuentra con Horacio Ascheri (viejo amigo de su padre), líder del conjunto argentino "Los Pick Ups", quien ve sus aptitudes sobre el escenario y le sugiere comenzar una carrera solista.

### (2004-2006) Canción Para Nadie
Dejando atrás su nuevo proyecto musical, una banda de hard rock con canciones en inglés, y con Ascheri como productor, comienza la grabación de su primer disco de estudio, "Canción Para Nadie". En 2005 se lanza el disco bajo el sello HyA y el corte promocional del mismo, "Haciendo Fuego" suena en gran cantidad de radios pese a su duración de más de 5 minutos, notablemente en la provincia de Buenos Aires. Schneider realiza entonces diversos recitales por Buenos Aires y alrededores y sus primeras entrevistas radiales.
Luego de diversos conflictos personales, deja de tocar públicamente y se dedica durante el año 2006 a componer material para su segundo trabajo discográfico.

### (2006-2009) Una Vida Más
Alejándose de los escenarios, y alejándose Ascheri por cuestiones de salud de la carrera de Schneider, durante un largo tiempo éste se dedica a la composición de las canciones que conformarían su segundo disco de estudio. Tomándose aproximadamente un año para crear, grabar y completar el material, a principios del 2007 nace "Una Vida Más", un disco con letras oscuras pero optimistas a la vez, y un sonido más ligado al pop que al rock. De acuerdo a Schneider, debía "Escribir cosas optimistas para mí mismo, que reflejen el dolor y la angustia que sentía pero a su vez me den un mensaje esperanzador".
Después de diversas negociaciones, el disco finalmente se lanza a través del sello "Avarecords" y cuenta con el editorial de Warner/Chappell.
El corte promocional de este disco, llamado "Dame" consigue una recepción más fuerte que el anterior, y es rotado en radios de primer nivel nacional como FM 100 e incluso suena en publicidades de Canal 13, además de radios independientes. Comienza a crecer también su popularidad en Internet, especialmente a través de la red social MySpace. El videoclip de "Dame" es rotado en el canal musical CM además de canales independientes de otros países latinoamericanos como México, Colombia, Ecuador, Perú, Panamá, Venezuela, Costa Rica, Honduras entre otros.
A raíz de este disco surge la posibilidad de realizar una gira de promoción del mismo que lleva a Schneider a visitar varios países latinoamericanos a fines del 2008, en donde consigue numerosas entrevistas en TV, radio y prensa escrita.
Habiendo sentido que "Una Vida Más" había cumplido su ciclo, en 2009 prepara su tercer trabajo discográfico.

### (2009-2010) Me voy a escapar... (Parte I)
Entre el mes de agosto y octubre de 2009, Sebastian Schneider compone más de 50 canciones, de las que preselecciona 20 y las graba en su estudio propio. Decide hacer un disco conceptual "partido en dos", lanzando la primera parte, un EP titulado "Me voy a escapar... (Parte I)" en diciembre de 2009. El disco es presentado oficialmente en vivo el 11 de diciembre de este año en un conocido teatro porteño mientras Schneider planifica futuros shows y giras del mismo, además del lanzamiento de la segunda (y presumiblemente última) parte del disco durante el transcurso de 2010.

### (2010-2013) ... Y ser diferente (Parte II)
Para principios del 2010, Sebastian ingresa al estudio para finalizar la segunda mitad del álbum, y para Junio está lista para su lanzamiento. Consiste en ocho canciones, lo que le da al proyecto total la suma de catorce. Este álbum marca la primera vez que Schneider lanza canciones en inglés. Dos de ellas, "Not better" y "4 A.M." son de su propia autoría, mientras Smoke gets in your eyes es un cover de la canción popularizada por Los Plateros. El concierto de lanzamiento se realizó el 28 de agosto en el emblemático Luna Park de Buenos Aires. Luego de este concierto Sebastian toma un descanso para luego retornar a los escenarios a comienzos de 2011.

### (2013-2015) No lo esperamos/Something strange happened here
Desde 2013 en adelante comienza a preparar un nuevo trabajo discográfico, esta vez un álbum doble con canciones en castellano e inglés. Mientras tanto realiza su primera gira por Argentina en 2014 por la provincia de Chaco, participando del festival "Turdera Fest de la Selva" en Resistencia entre otras localidades. Esta gira es declarada de interés cultural por la Cámara de Diputados de la Provincia del Chaco. En 2015 realiza el lanzamiento de "No lo esperamos/Something strange happened here", el álbum mencionado anteriormente cuyo lado A es llamado "No lo esperamos", con canciones en castellano mientras que el lado B, "Something strange happened here", contiene canciones originales en inglés y la versión "Billie Jean" de Michael Jackson. La presentación de este nuevo material se realiza en el Hard Rock Café Buenos Aires.

### (2015-2018) Segunda gira internacional y "Hippie SIN Obra Social"
Habiendo presentado su material en diferentes puntos de Argentina, se prepara para embarcar en su segunda gira nacional e internacional, visitando tres provincias argentinas y siendo invitado a participar del "Enerpol Fest" en Bolivia a principios de 2016. Realiza entonces shows en Chaco, Salta, Jujuy y Bolivia, aprovechando la ocasión para filmar un documental sobre la gira titulado "Hippie SIN Obra Social" en donde se relatan las aventuras y desventuras de dicha gira.
Al regresar de la gira continúa realizando shows por la provincia de Buenos Aires y para fines de 2017 comienza a preparar su siguiente trabajo discográfico.

### (2018-Actual) Pornovolar
A fines de 2017 y durante la primera mitad de 2018 produce su nuevo trabajo discográfico titulado "Pornovolar". Son catorce reversiones de canciones de todos sus discos anteriores menos "No lo esperamos/Something strange happened here". El material es lanzado por el sello TripleRRR y es presentado en julio de dicho año en Fusión Bar en Buenos Aires. Es el primer álbum desde el inicial en el que otros músicos, miembros fijos de su banda, realizaron la grabación de los instrumentos.

## Vida personal
Sebastian Schneider siempre ha sido reacio a hablar de su vida personal ya que prefiere que su conexión con la gente sea "musical y emocional". En el 2004 sufre la pérdida de su madre en un accidente fatal automovilístico que lo afecta profundamente y desde ese entonces adopta esta postura.
Es políglota y domina el idioma inglés a la perfección, lo cual le ha permitido componer canciones en dicho idioma.
Fue fuertemente influenciado por la cultura alemana de su madre, por lo que también habla alemán y suele utilizar una muñequera en vivo con los colores de la bandera de Alemania.
Es técnico electrónico y técnico de grabación y sonido, lo que le ha permitido junto a sus conocimientos musicales no solo componer y ejecutar sus canciones sino también hacerles los arreglos, producirlas musicalmente y grabar, mezclar y masterizarlas. Excepto en su primer disco y en Pornovolar, Schneider ejecutó todos los instrumentos e hizo todos los arreglos de sus canciones, incluyendo también la grabación, mezcla y masterización de su tercer disco. Schneider también incursionó en la carrera de Ciencias Físicas en la Universidad de Buenos Aires, ya que es un apasionado de la ciencia y la tecnología.

## Estilo musical y equipamiento
Schneider posee diversas guitarras, pero toca en vivo utilizando una Fender Telecaster Artist Series de James Burton. Ocasionalmente utiliza en canciones o sets acústicos una guitarra electroacústica Gracia. También es bajista y en ocasiones utiliza un bajo Washburn en vivo.
Es amante del "sonido retro" de los 50s, 60s y 70s, influenciado por todos los artistas de rock y pop de esas épocas, tales como Elvis Presley, The Beatles, Chuck Berry, Pink Floyd, Beach Boys, Lynyrd Skynyrd, Eagles, Chet Atkins, Neil Young, Led Zeppelin, Jimi Hendrix, Black Sabbath, Rolling Stones, Roy Orbison, B.B. King, y muchos otros artistas por lo que su música posee muchas veces un matiz retro. No obstante, también destaca la influencia de músicos de los 80s en adelante, como Guns N’ Roses, Brian Setzer, Foo Fighters, Living Colour, Whitesnake, Soundgarden, Audioslave, Hellecasters, Gary Moore, Alan Jackson, The Smiths, y otros.
Su amplificador de guitarra favorito es el Crate GX-120 con el que genera los diferente sonidos que graba en estudio así como su reproducción en vivo. Utiliza también una pedalera Digitech GNX2 solamente para efectos conectándola de una forma especial al amplificador.
Posee un registro vocal amplio (es tenor) y una voz suave, lo cual genera un interesante contraste con el sonido eléctrico y distorsionado de sus canciones.
Sus letras suelen tener un matiz abstracto aunque a veces relatan historias, según el propio autor no tienen una sola interpretación. La interpretación se la da cada oyente y no hay una correcta, sino que todas lo son.
Su música no puede ser encasillada en un género específico sino más bien en un amplio abanico que incluye estilos tan disímiles como el country, blues, flamenco, bossa nova con una base de rock y pop. En los últimos trabajos se puede notar una tendencia cada vez mayor hacia la electrónica y sonidos sintéticos en general. 
Sebastian Schneider es un fingerpicker por lo que no utiliza nunca una púa para tocar guitarra. Su técnica utiliza todos los dedos de la mano derecha menos el meñique, lo que le permite una gran velocidad a la hora de tocar solos, riffs y licks. También se ha empeñado en desarrollar la habilidad de tocar arreglos guitarrísticos complejos a la vez que canta, cosa que él denomina como "aprender un nuevo instrumento desde cero". Si bien no figura prominentemente en su música, también es banjista y en muchos shows en vivo realiza sets acústicos con su banjo.

## Shows en vivo
A Schneider le gusta que los shows en vivo sean una experiencia que traspase lo musical. Por lo tanto siempre hay un componente extra en sus shows, sea una escenografía, algún relato intimista del artista a su público, alguna situación pseudo-teatral o efectos visuales. No come antes de un recital, y lo único que ingiere es Whisky, cosa que ha hecho sobre el escenario en algunas situaciones.

## Discografía

### Canción Para Nadie (2005)
La versión oficial del disco "Canción Para Nadie", lanzada en el 2005, contiene hits como "Haciendo Fuego", "Vicky" y "Luna Amarilla". El disco marca el comienzo comercial del artista como solista en donde se matizan el rock, la balada, blues, y hasta el flamenco a través del hilo conductor de Sebastian que, además de su voz, es su particular manera de tocar la guitarra. "Quise mostrar diferentes facetas de mi vida musical", comenta Sebastian en una nota, "y expresarlas en una sola obra. Por eso este disco es una especie de compilado del trabajo de varios años, con canciones que datan desde el 2000 hasta el presente (2005)".
TRACKLIST
1. Haciendo Fuego.
2. Vicky.
3. Luna Amarilla.
4. No Sé Por Qué.
5. Lo Que Pasa Downtown.
6. Pisando El Aire.
7. Para Poderte Ver.
8. Rock De Los Compases Perdidos.
9. Media Solución/Viejos Papeles.
10. Cabashito.
11. Canción Para Nadie.

### Una Vida Más (2007)
Un disco optimista, apuntando hacia el pop más que al rock, en donde no obstante se presenta el duelo entre la alegría y la tristeza, la felicidad y la miseria, y tantos antagonismos presentes en el trabajo del artista. "Denme una vida más y les prometo que lo haré lo mejor que pueda" canta Sebastian, en un intento de comunicar hacia afuera todo lo que sucede por dentro. El disco tuvo un largo proceso de grabación que culminó con la selección de catorce temas (es el disco más largo de Sebastian) en donde se lleva la calidad musical y compositiva de "Canción Para Nadie" a arreglos más pegadizos, melodías alegres como el hit "Dame" que fue rotado en multitud de medios en toda Latinoamérica. El disco marca el comienzo de la carrera de Sebastian en un ámbito internacional. Lanzado por el sello "Avarecords/Warner Chappell".
TRACKLIST
1. Dame.
2. La Misma Sensación.
3. A Toda Hora.
4. Juego Cruel.
5. Lejos.
6. Camino Al Sol.
7. Mi Diamante.
8. Luz.
9. Calavera.
10. Cuando Se Van.
11. Tu Lugar.
12. Somos Nada.
13. 1985.
14. Ecos.

### Me Voy a Escapar... (Parte I) (2009)
El artista incursiona en un sonido más allegado al rock y con toques vintage. Seis canciones conforman esta primera parte de este disco conceptual "partido al medio" en el cual el artista explora diferentes emociones y estados de ánimo en las introspectivas letras que lo conforman, así como se hace notar la presencia de su ya clásico estilo guitarrístico esta vez dotado de distorsiones más potentes, una voz prolijamente desprolija y una necesidad del artista de dar a conocer su visión del mundo hacia el mismo.
Grabado durante los meses de Agosto-Octubre de 2009, este EP consta de seis canciones incluyendo el hit "Me voy a escapar" y se espera la segunda (y última) parte para mediados del 2010.
TRACKLIST
1. Me voy a escapar
2. Hojas
3. Es una visión
4. Tengo dos
5. El otro lado
6. Demos vuelta

### ... Y ser diferente (Parte II) (2010)
Este álbum se despega de su predecesor "Me voy a escapar" siendo aún más roquero, con menos arreglos y más guitarras distorsionadas. Pareciera que el artista quiso demostrar dos facetas diferentes, siendo "Me voy a escapar" la más suave, melancólica mientras "Y ser diferente" suena explosivo, con una inusual mezcla de sonar furioso pero tan introspectivo como el álbum previo. Este EP, grabado durante Enero-Mayo de 2010, tiene ocho canciones incluyendo el hit "Hoy es hoy", la canción en inglés "4 A.M." y el primer cover que Schneider ha lanzado: "Smoke gets in your eyes".
TRACKLIST
1. Hoy es hoy
2. Hola
3. 4 A.M.
4. Me lo quedo yo
5. Sur del sur
6. Not better
7. Todavía necesito la furia
8. Smoke gets in your eyes

### No lo esperamos (2015)
En este trabajo se observa que Schneider se vuelca hacia composiciones mucho más mainstream sin descuidar los elementos típicos de su música. Paradójicamente se combinan sonidos vintage con electrónicos más modernos, con un énfasis mayor en la voz que en las guitarras. En una entrevista el artista explica que se propuso realizar un disco "lleno de hits", contrastando en gran medida con el sonido indie/underground de trabajos previos. La canción "No" es utilizada en Bolivia por voces en contra al referéndum de la reelección de Evo Morales, en tanto el artista aclara que esto ha sido realizado sin su consentimiento.
TRACKLIST
1. No
2. Como un sueño
3. A ella le gusta mirar
4. Nos encontramos
5. No tengo tiempo
6. Mientras duermen
7. Quién soy

### Something strange happened here (2015)
La otra cara del álbum continúa con el concepto mainstream del lado A, pero con todas sus canciones en inglés. Esto hace evidente la influencia del Brit Pop especialmente en este trabajo discográfico de Schneider, pero también en los anteriores. Se diferencia un poco del lado "castellano" por su sonido un poco más vintage y con menos elementos electrónicos. 
TRACKLIST
1. Leather Soul
2. Go, we're having a good time
3. It doesn't pay the rent
4. Something strange happened here
5. The story
6. Even if it falls
7. Billie Jean
8. Because we want to

### Pornovolar (2018)
El siguiente trabajo de Sebastian Schneider es una revisión de distintas canciones que lanzó a lo largo de su carrera, reversionadas como un álbum completamente nuevo. Se puede notar algún distanciamiento del sonido más clásico de los trabajos anteriores hacia un sonido pop más moderno.
TRACKLIST
1. Demos Vuelta
2. Dame
3. Hojas
4. Mi Diamante
5. Haciendo Fuego
6. Calavera
7. Hola
8. Cabashito
9. Es Una Visión
10. Somos Nada
11. Pisando El Aire
12. Hoy Es Hoy

## Enlaces
- Página oficial de Sebastian Schneider

- Sitio Oficial en inglés

http://www.myspace.com/sebaschneider Official Myspace Site
http://www.myspace.com/sebastianschneiderclub Sebastian Schneider Club de Amigos
http://www.facebook.com/sebastianschneidermusic Official Facebook Page
http://www.youtube.com/sebschneider Official Youtube Channel
http://sebastianschneiderblog.blogspot.com Official Sebastian Schneider Blog
http://www.warnerchappell.com Warner/Chappell International
http://www.likeitproducciones.com.ar Archivado el 9 de noviembre de 2009 en Wayback Machine. Like It! Producciones
http://www.avarecords.com.ar Archivado el 30 de diciembre de 2009 en Wayback Machine. Ava Records
http://www.horacioascheri.com.ar Archivado el 17 de mayo de 2009 en Wayback Machine. Horacio Ascheri Sitio Oficial
- Datos: Q7442520